# Nobody 2
Série
Nobody
(2021)
Pour plus de détails, voir Fiche technique et Distribution.
Nobody 2 est un film américain réalisé par Timo Tjahjanto et sorti en 2025. Il s'agit de la suite de Nobody d'Ilia Naïchouller, sorti en 2021.

## Synopsis
À la demande de sa femme, Hutch Mansell part en vacances avec sa famille. Mais en chemin, il tombe sur des voyous qu'il est obligé de combattre au grand dam de sa femme.

## Fiche technique
Sauf indication contraire, les informations mentionnées dans cette section peuvent être confirmées par la base de données cinématographiques IMDb,  présente dans la section « Liens externes ».
- Titre original : Nobody 2
- Réalisation : Timo Tjahjanto
- Scénario : Derek Kolstad, Aaron Rabin, Bob Odenkirk et Umair Aleem
- Musique : Dominic Lewis
- Direction artistique : Ksenia Markova
- Décors : Michael Diner
- Costumes : Patricia J. Henderson
- Photographie : Callan Green
- Montage : Elísabet Ronaldsdóttir
- Production :  Braden Aftergood, David Leitch, Kelly McCormick, Marc Provissiero et Chad Stahelski
- Sociétés de production : 87North Productions, Odenkirk Provissiero Entertainment et Eighty Two Films
- Sociétés de distribution : Universal Pictures (États-Unis), Universal Pictures International France (France)
- Budget : N/A
- Pays de production :  États-Unis
- Langue originale : anglais
- Format : couleur
- Genre : action
- Durée : 89 minutes
- Dates de sortie[1] : 
  - France : 13 août 2025
  - Belgique : 13 août 2025[réf. nécessaire]
  - États-Unis : 15 août 2025

## Distribution
- Bob Odenkirk (VF : Gérard Darier) : Hutch Mansell
- Connie Nielsen (VF : Françoise Cadol) : Becca Mansell
- John Ortiz (VF : Enrique Carballido) : Wyatt Martin
- Robert « RZA » Diggs (VF : Daniel Njo Lobé) : Harry Mansell
- Colin Hanks (VF : Olivier Chauvel) : Abel, le shérif
- Christopher Lloyd (VF : Jean-Claude Montalban) : David Mansell
- Sharon Stone (VF : Micky Sébastian) : Lendina
- Colin Salmon (VF : Thierry Desroses) : The Barber
- Gage Munroe (en) (VF : Augustin Brat) : Brady Mansell
- Paisley Cadorath (VF : Loïse Charpentier) : Sammy Mansell
- Daniel Bernhardt : Kartoush
- Lucius Hoyo : Max Martin
- Daniel Maclnnis (VF : Olivier Benard) : Toby

## Production

### Genèse et développement
Nobody d'Ilia Naïchouller sort aux États-Unis en mars 2021. Connie Nielsen exprime alors son intérêt pour reprendre son rôle de Becca Mansell dans une suite. L'actrice ajoute qu'elle aimerait en savoir plus sur l'histoire de Hutch et Becca, tout en précisant que les discussions sur la façon dont les deux personnages se sont rencontrés ont eu lieu sur le tournage du premier opus. En juin de la même année, il est annoncé que Derek Kolstad a commencé l'écriture du scénario d'une suite, même si celle-ci n'avait pas encore été officiellement validée par le studio. En mars 2022, 87North Productions annonce sur les réseaux sociaux que le studio est impatient de travailler sur Nobody 2, bien qu'aucune date de production officielle n'ait été annoncée à ce moment-là. En août 2022, David Leitch confirme que le travail sur le scénario est en cours, tout en précisant que le studio s'était engagé à sortir une suite.
En décembre 2022, Kelly McCormick confirme le développement de la suite et évoque un tournage courant 2023,. En mars 2024, David Leitch confirme que la production débutera fin 2024.
En juin 2024, Timo Tjahjanto est ensuite annoncé comme réalisateur. Il est précisé que le script est signé par Derek Kolstad, Aaron Rabin, Bob Odenkirk et Umair Aleem.

### Attribution des rôles
le retour de Connie Nielsen est officialisé en juin 2024. En juillet, Sharon Stone est annoncée dans un rôle non précisé, alors que Christopher Lloyd reprend son rôle de David Mansell. En aout 2024, Colin Hanks rejoint lui aussi la distribution.
En septembre 2024, John Ortiz est annoncé dans un rôle non précisé,, alors que Tjahjanto confirme sur Twitter que RZA reprend son rôle de Harry Mansell. Michael Ironside est également de retour pour incarner Eddie Williams,.

### Tournage
Le tournage débute le 6 août 2024 à Winnipeg au Canada. Les prises de vues doivent durer jusqu'à octobre,.